# Springboro (Pennsylvanie)
Pour les articles homonymes, voir Springboro (homonymie).
Springboro est un borough situé au nord du comté de Crawford, en Pennsylvanie, aux États-Unis,. En 2010, il comptait une population de 477 habitants.

## Démographie
Lors du recensement de 2010, le borough comptait une population de 477 habitants. Elle est estimée, en 2019, à 438 habitants.

### Source de la traduction
- (en) Cet article est partiellement ou en totalité issu de l’article de Wikipédia en anglais intitulé « Springboro, Pennsylvania » (voir la liste des auteurs).